# Manor MRT07
Vous lisez un « article de qualité » labellisé en 2020.
Chronologie des modèles (2017)
Manor MRT05
La Manor MRT07, également connue sous la dénomination Manor MRT06, est un prototype de monoplace de Formule 1 conçu par les ingénieurs John McQuilliam, Nikolas Tombazis, Luca Furbatto et Tim Milne, pour le compte de l'écurie britannique Manor Racing dans le cadre du championnat du monde de Formule 1 2017. Censée être équipée d'un moteur V6 Mercedes PU106C hybride, la MRT07 n'a jamais été construite intégralement faute de moyens financiers suffisants.
Endetté à hauteur de 3,5 millions d'euros à l'issue de la saison 2016, Stephen Fitzpatrick, le propriétaire de Manor Racing, entame des négociations avec plusieurs investisseurs, dont l'homme d'affaires américain Tavo Hellmund et Ricardo Gelael, le patron de Jangonya, la filiale indonésienne de la chaîne de restauration rapide KFC, pour revendre son écurie. Mais la perte de la dixième place du championnat du monde des constructeurs ne permet pas à l'écurie de toucher les 12 millions d'euros de revenus alloués par la Formula One Management, et la mise à l'arrêt de la conception de la MRT07 freine l'intérêt des éventuels repreneurs.
Le 6 janvier 2017, Manor est placée sous administration judiciaire, ce qui met en péril sa participation au championnat 2017. Les ingénieurs décident alors d'adapter la Manor MRT05 de 2016 à la nouvelle réglementation technique pour disputer les trois premières manches de la saison, afin de se laisser du temps pour développer la MRT07, dont 90 % des pièces sont déjà prêtes.
Finalement, Manor Racing est placée en liquidation judiciaire le 27 janvier 2017. Le même jour, les employés de l'écurie postent sur les réseaux sociaux la photographie d'un modèle de soufflerie de la MRT07 à 60 % de sa taille réelle. À la mi-mai, ses actifs sont vendus aux enchères, dont cette maquette et deux châssis nus de la MRT07.

## Contexte et développement

### Manor Racing, une écurie née de la reprise de Marussia F1 Team
Fin octobre 2014, la petite écurie russe Marussia F1 Team, présente en Formule 1 sous ce nom depuis 2012 et le retrait de Virgin Racing après seulement deux saisons, est placée sous administration judiciaire à cause de ses graves difficultés financières. Le cabinet de restructuration FRP Advisory annonce son forfait pour le Grand Prix des États-Unis 2014. 
Le 7 novembre 2014, Marussia est placée en liquidation judiciaire faute de repreneur. Cette procédure ouvre la voie au licenciement du personnel et à la vente des actifs de l'écurie pour solder une dette évaluée à 81,4 millions d'euros, due à 200 créanciers dont Ferrari, le motoriste de l'équipe, et McLaren qui octroyait une aide technique dans la conception de ses monoplaces,. 
En décembre 2014, lors d'une vente aux enchères, Gene Haas rachète l'usine de Banbury ainsi que la maquette de la Manor MNR1 destinée à disputer le championnat du monde de Formule 1 2015.
Début février 2015, l'administrateur judiciaire, FRP Advisory, alors en passe de trouver un investisseur potentiel qui représenterait « une solution viable à long terme », s'acquitte auprès de la Fédération internationale de l'automobile des 450 000 euros de droits d'inscription au championnat du monde de Formule 1. Le 19 février, FRP Advisory met fin à la procédure de liquidation judiciaire et annule la dernière vente aux enchères prévue. 
L'écurie, désormais installée à Dinnington, reprend son activité sous la dénomination Manor F1 Team et s'engage à adapter la Marussia MR03 de 2014 à la nouvelle réglementation technique. Manor est en effet racheté par Stephen Fitzpatrick, un homme d'affaires britannique et fondateur d'Ovo Energy, qui a noué des contacts avec l'administrateur judiciaire dès novembre 2014 pour s’enquérir de la situation de l'écurie. Fitzpatrick apporte un investissement personnel de plus de 40 millions d'euros et négocie avec les créanciers de Manor l'étalement des dettes ainsi qu'un partenariat technique avec McLaren et la fourniture de moteurs Ferrari. Il s'associe en outre avec Justin King, l'ancien patron de la chaîne de supermarchés britannique Sainsbury's tandis que Graeme Lowdon et John Booth, les anciens dirigeants de Marussia, conservent leurs postes,,.

### Une écurie en fond de grille pendant deux saisons

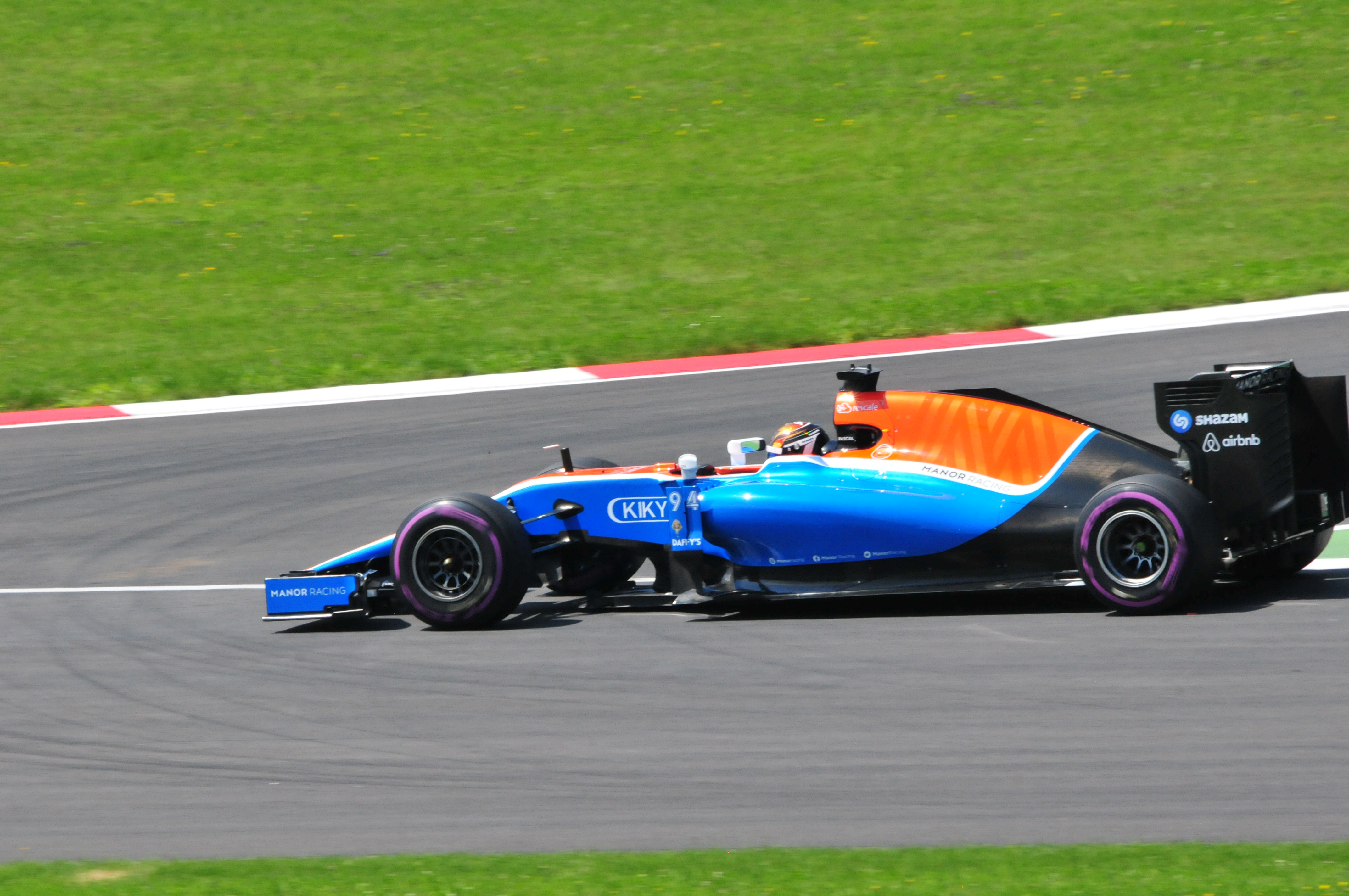
En Autriche, Pascal Wehrlein marque l'unique point de l'histoire de Manor en Formule 1.

Pour sa première saison en Formule 1, Manor Racing doit composer avec une Marussia MR03B et un moteur V6 Ferrari dont la conception remonte à 2014. L'écurie, présente à Melbourne pour la manche inaugurale de la saison, ne prend finalement pas le départ de l'épreuve, en raison de problèmes techniques lors de la préparation des monoplaces,. 
Le reste de la saison, Will Stevens et Roberto Merhi concourent de façon anonyme en fond de grille, à plus de sept secondes des écuries de pointe et à trois secondes de leurs plus proches rivales. Merhi établit la meilleure performance de la saison en se classant douzième du Grand Prix de Grande-Bretagne. Néanmoins, Manor noue des partenariats commerciaux avec deux commanditaires, la plate-forme de location en ligne Airbnb et Shazam,.
En 2016, Manor engage la nouvelle Manor MRT05, propulsée par un moteur V6 Mercedes-Benz, considéré comme le plus performant du plateau. À son volant, Pascal Wehrlein et Rio Haryanto, remplacé en milieu de saison par Esteban Ocon, luttent en queue de peloton contre Sauber et ponctuellement Renault F1 Team. Wehrlein hisse même sa monoplace à la douzième place des qualifications du Grand Prix d'Autriche avant de marquer le point de la dixième place, permettant à son écurie de ravir in extremis à Sauber la dixième place provisoire au championnat du monde des constructeurs,,.

### La perte des revenus de laFormula One Management

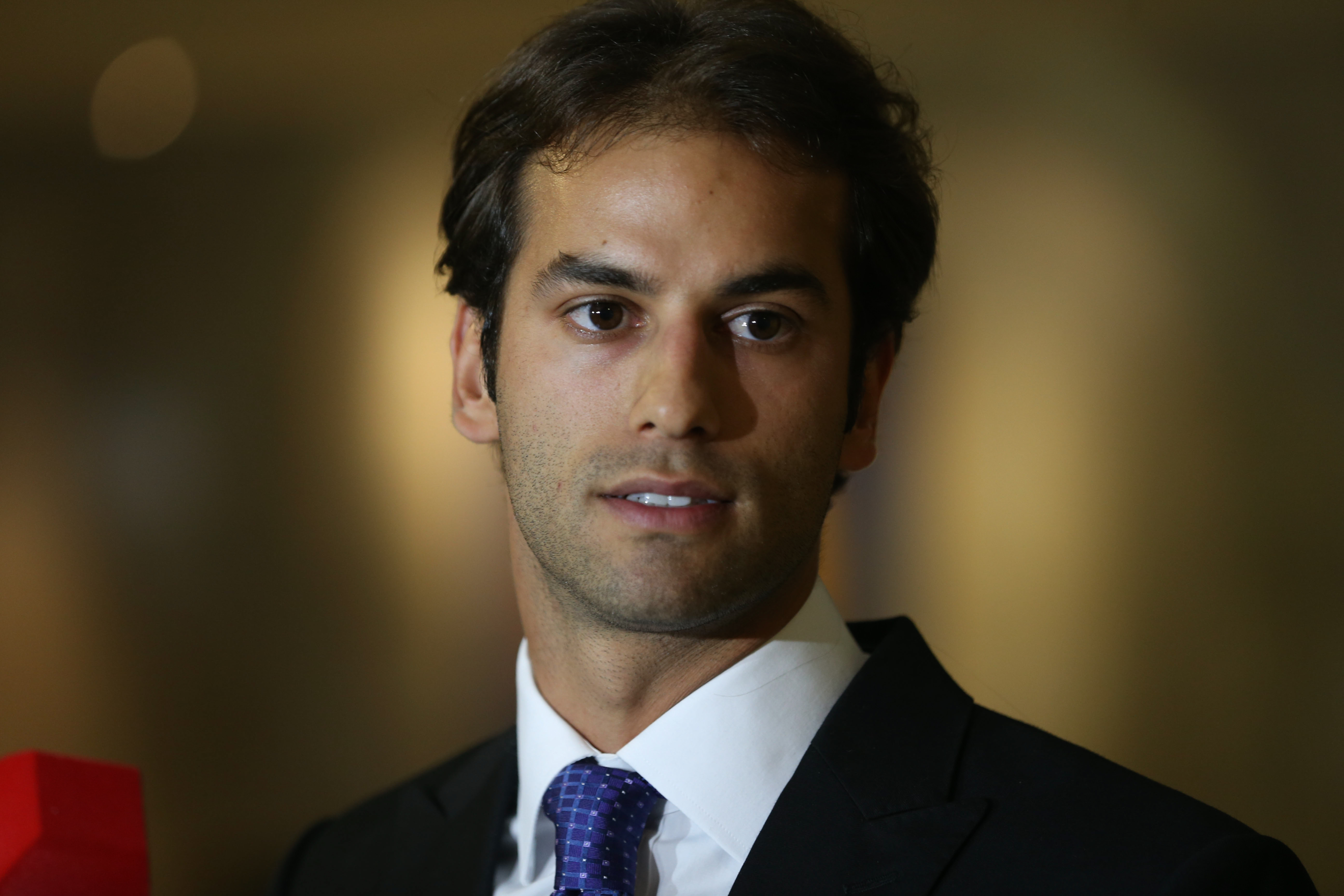
Felipe Nasr prive Manor d'une dixième place au championnat du monde des constructeurs, et est pressenti pour rejoindre l'écurie britannique en 2017.

Au Grand Prix du Brésil, l'avant-dernière manche de la saison, Sauber reprend la dixième place du championnat des constructeurs à Manor Racing grâce à la neuvième place du Brésilien Felipe Nasr qui rapporte deux points à son écurie. Cette déconvenue pourrait priver l'équipe britannique des 12 millions d'euros alloués par la Formula One Management puisque seules les dix premières écuries du championnat bénéficient du versement des revenus issus des droits télévisés,.
La presse spécialisée affirme alors que cette perte de revenus potentielle pourrait entraîner la faillite de Manor Racing, déjà dans une situation financière précaire, à moins de recruter deux pilotes payants pour disputer le championnat 2017. Si Pascal Wehrlein (prêté par Mercedes Grand Prix) est pressenti pour conserver son baquet, Esteban Ocon, recruté par Force India, pourrait être remplacé par Jordan King, Rio Haryanto, Esteban Gutiérrez ou Felipe Nasr qui apporteraient un complément de budget à l'écurie,. 
Néanmoins, Dave Ryan, le directeur sportif de Manor, affirme que la perte des revenus de la FOM ne signifie en aucun cas la faillite de son équipe qui tentera de reprendre sa position au championnat du monde des constructeurs lors de la dernière manche, à Abou Dabi,. Si Wehrlein et Ocon dominent, tout au long de cette épreuve, Nasr et Marcus Ericsson, ils ne terminent pas dans les dix premiers, et n'inscrivent pas de point ; Manor Racing termine à la onzième place du championnat des constructeurs.

### À la recherche d'un repreneur

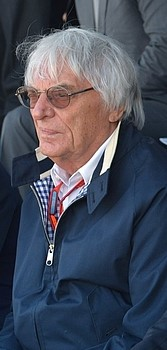
Bernie Ecclestone, le grand argentier de la Formule 1 et proche de Tavo Hellmund, estime dès décembre 2016 que Manor pourrait quitter la discipline.

Le 25 novembre 2016, en marge du Grand Prix d'Abou Dabi, Stephen Fitzpatrick annonce être, depuis six mois, en négociation avec plusieurs investisseurs potentiels dans le but de recueillir plus de financements et permettre à l'écurie de se développer. Le propriétaire de Manor, qui se dit prêt à accueillir un nouvel actionnaire majoritaire dans le capital de son équipe, affirme avoir conclu un accord avec un investisseur, sans donner davantage de détails,.
En décembre, Tavo Hellmund, un homme d'affaires américain à l'origine du retour des Grands Prix des États-Unis et du Mexique, révèle son intérêt pour Manor ; il s'était déjà montré intéressé par une reprise de Manor dès 2015 et bénéficierait du soutien financier de l'État du Texas. Stephen Fitzpatrick conserverait un rôle au sein de l'équipe,. Bernie Ecclestone, le grand argentier de la Formule 1 et un proche de Tavo Hellmund, estime toutefois que ce dernier n’a pas les moyens financiers pour reprendre Manor dont la participation au championnat du monde de Formule 1 2017 lui paraît douteuse.
Dans le même temps, des rumeurs annoncent que Manor pourrait être racheté par Jangonya, la filiale indonésienne de la chaîne de restauration rapide KFC, qui soutient déjà l'écurie Campos Racing en GP2 Series. Son patron, l'ancien pilote de Formule 1 Adrián Campos, affirme que cette société a le potentiel pour intégrer la discipline-reine du sport automobile. Jangonya est dirigé par l'homme d'affaires Ricardo Gelael, dont le fils, Sean Gelael, court en GP2 Series avec cette écurie et pourrait ainsi, à moyen terme, s'assurer d'un baquet chez Manor,.
Peu avant Noël 2016, la presse spécialisée rapporte que Ron Dennis, l'ancien PDG de McLaren Racing, a été sollicité par Dave Ryan (le directeur sportif de Manor et ancien collaborateur de Dennis) pour racheter l'écurie avec l'aide d'investisseurs chinois qui devaient initialement prendre le contrôle de McLaren à hauteur de 50 %. Un autre consortium, mené par Graeme Lowdon, l'ancien patron de Marussia F1 Team, est aussi intéressé par la reprise de Manor,. 
Le 30 décembre, John McQuilliam, le directeur de Manor, démissionne de ses fonctions par anticipation de l'arrivée de nouveaux dirigeants mais reste au sein de l'écurie pour aider à trouver un repreneur.

### Manor sous administration judiciaire, avant la cessation d'activité
Le 6 janvier 2017, Stephen Fitzpatrick, n'ayant pas réussi à conclure un accord avec un repreneur potentiel et ne souhaitant pas « débuter une saison que nous ne sommes pas certains de terminer », place Just Racing Services Ltd, l'entreprise gestionnaire de l'écurie Manor, sous administration judiciaire, mettant en péril sa participation au championnat 2017. Si aucun employé n'est licencié, FRP Advisory, l'administrateur judiciaire, laisse jusqu'au 20 janvier à Manor pour trouver un nouvel investisseur,,. 
Fitzpatrick, dont l’objectif fixé dès sa reprise de l'écurie en 2015 était de terminer le championnat 2016 au minimum à la dixième place du championnat du monde, avoue que la perte de cette position lors du Grand Prix du Brésil 2016 et celle des revenus de la Formula One Management qui en découle « a mis en doute la capacité de [l’]équipe à effectuer la saison 2017 »,.
Manor poursuit ses négociations avec Tavo Hellmund et Ricardo Gelael mais aussi un consortium d'investisseurs italiens, en vue d'une reprise de l'écurie, tandis que FRP Advisory trouve une solution pour payer les salaires de janvier du personnel de l'équipe, ce qui permet de prolonger le délai jusqu'au 27 janvier. Un investisseur potentiel aurait formulé une offre de reprise, mais réclame qu'une réponse lui soit donnée avant le 20 janvier afin de pouvoir construire la Manor MRT07 dans les temps et participer aux essais hivernaux ; cette offre reste finalement sans suite,.
Si Manor affirme que la nouvelle MRT07 est prête à être construite, son processus de production est bloqué par l'administrateur judiciaire afin de protéger les créanciers de l'écurie. L'équipe souhaite alors disputer les trois premières manches de la saison avec la Manor MRT05 de 2016, ce qui nécessite l'accord de la Fédération internationale de l'automobile et des dix autres écuries participant au championnat. Toutefois, Renault F1 Team et la Scuderia Toro Rosso ont déjà recruté des membres du personnel de Manor, et il semble évident que, même adaptée à la nouvelle réglementation, la MRT05 semble incapable de passer l'écueil de la règle des 107 % du meilleur temps en phase 1 des qualifications, face à des monoplaces plus rapides de plusieurs secondes au tour,,. 
La presse spécialisée estime que Manor a besoin d'au moins 500 000 euros pour participer aux huit journées d'essais hivernaux prévues en février et en mars ainsi qu'à la première manche de la saison en Australie,,.
L'offre de rachat la plus sérieuse, émise par Tavo Hellmund, est refusée à deux reprises par Stephen Fitzpatrick. La première, déposée à la fin de la saison 2015 par Hellmund associé à cinq investisseurs américains, canadiens et mexicains et Anthony Hamilton (le père de Lewis Hamilton), proposait d'investir 25 millions d'euros par an ; le propriétaire de Manor l'avait déclinée pour faire monter les enchères, estimant que la dixième place au championnat du monde des constructeurs valait 30 millions d'euros. Pour sa deuxième offre, Hellmund prévoyait de s'associer avec Honda ou Mercedes-Benz pour faire de Manor leur équipe satellite ; l'objectif était ainsi d'obtenir une fourniture en moteurs à prix réduits et un pilote en prêt. L'homme d'affaires américain tablait sur un budget annuel de 140 millions d'euros dont 28 millions provenant de partenariats commerciaux, 21 millions issus d'un pilote-payant et 14 à 37 millions d'euros venus des revenus versés par la Formula One Management. Hellmund avoue que la perte de la dixième place du championnat lors du Grand Prix du Brésil a entravé les négociations, d'autant plus qu'il s'agissait pour lui d'une date butoir pour le développement de la future MRT07,.
Les négociations avec un investisseur potentiel ayant échoué, l'administrateur judiciaire FRP Advisory annonce, le 27 janvier, la fermeture de Manor Racing et le licenciement de 150 des 212 employés, les autres étant conservés provisoirement au cas où l'écurie serait rachetée à la dernière minute,.

## Conception de la monoplace

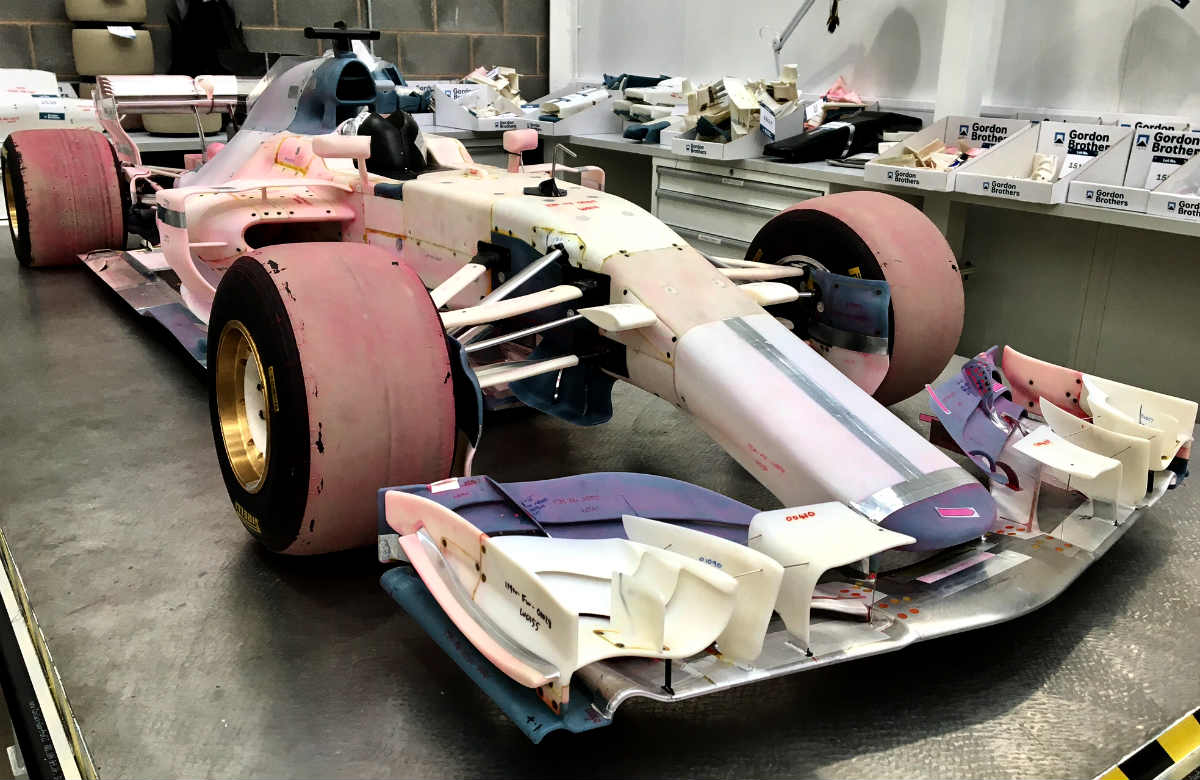
Maquette, à 60 % de l'original, pour les tests en soufflerie de la Manor MRT06 en 2017.

Le 27 janvier 2017, jour de la cessation d’activité de Manor Racing, João Correia, un des aérodynamiciens de l'écurie, publie sur les réseaux sociaux la photographie d'un modèle de soufflerie de la MRT07 à 60 % de sa taille réelle et une photographie dévoilant l'existence de deux châssis,. 
La Manor MRT07 (parfois appelée MRT06 dans les sources) conçue par John McQuilliam, Luca Furbatto, Nikolas Tombazis et Tim Milne, est une évolution de la Manor MRT05 elle-même issue de la Manor MNR1, une monoplace conçue par Marussia F1 Team pour la saison 2015 avant sa mise en faillite. Le développement de la MRT07 débute au printemps 2016 et ses derniers essais en soufflerie se sont déroulés en décembre 2016,.

### Châssis et suspensions
Cette monoplace répond à la réglementation technique de 2017 : les appuis aérodynamiques ont ainsi augmenté de 25 % et la monoplace a une masse minimale de 728 kilogrammes, dont sept qui peuvent être répartis librement à l'avant ou à l'arrière de la monoplace, qui atteignent respectivement 330 et 391 kilogrammes. Comme la MRT05 pesait 30 kilogrammes de moins que le poids autorisé en 2016, les pièces de la MRT07 sont plus volumineuses pour lui permettre d'atteindre le poids légal.
La MRT07 est dotée d'un châssis monocoque en fibre de carbone destiné à loger un moteur V6 turbocompressé Mercedes-AMG F1 M08 EQ Power+, d'une cylindrée de 1 600 cm3 et tournant à 15 000 tours par minute. Ce bloc doit être refroidi par un refroidisseur à air liquide situé entre le réservoir et ce moteur, une pratique inspirée de celle utilisée par Mercedes Grand Prix depuis 2014 avec sa Mercedes AMG F1 W05. Les prises d'air des pontons sont réduites mais plus larges que celles de la MRT05 et sont orientées vers l'arrière avec un angle de 15 degrés car le moteur Mercedes-AMG nécessite moins d'air de refroidissement. L'arrière du châssis, asymétrique, possède une petite ouverture sur le côté gauche et une large ouverture à droite pour permettre le refroidissement du moteur. La boîte à air au-dessus du cockpit est similaire à celle de la MRT05, divisée en deux parties, l'une alimentant la transmission, l'autre envoyant l'air vers le moteur. Le châssis dispose d'éléments électroniques auparavant placés dans les pontons de la MRT05 afin d'améliorer l'aérodynamique des flancs de la monoplace,,,,.
La Manor MRT07 dispose de suspensions avant et arrière conçues en interne alors que l'équipe sous-traitait auparavant cette partie à Williams Grand Prix Engineering. Les suspensions avant, plus volumineuses qu'en 2016, présentent une architecture traditionnelle avec deux barres de torsion et un amortisseur qui contrecarrent le roulis. Ces composants sont fixés sur une pièce métallique,.

### Aérodynamique
La Manor MRT07 est d'architecture conventionnelle mais l'écurie avait prévu d'expérimenter de nombreuses nouvelles pièces aérodynamiques. Six museaux différents ont ainsi été conçus pour la MRT07. Le nez privilégié par les ingénieurs a la longueur minimale imposée par le règlement technique : raccourci à la manière de la Mercedes AMG F1 W07 Hybrid, il renforce l'effet Venturi sous le museau. S'il est très similaire à celui de la MRT05, le nez de la MRT07 s'inspire en partie de celui de la Haas VF-16 de 2016. L'écurie a également imaginé d'autres types de museau dont un conventionnel en forme de pouce,,,.
L'aileron avant, profondément retravaillé par rapport à celui de la MRT05, est composé de trois ailettes supérieures extérieures ondulées permettant de diriger le flux d'air autour des pneus avant et éviter les turbulences aérodynamiques générées par la rotation des pneus. Ces ailettes, inspirées de celles de la Renault R31 de 2011, sont recourbées vers le haut à leur extrémité pour générer un vortex Y250 qui envoie le flux d'air vers le centre et l'arrière de la voiture ; cette solution est reprise des Williams FW36 et Caterham CT05 de 2014. Ce vortex est renforcé par des plans canards en forme de L inversé, à l'image de la Mercedes AMG F1 W04 de 2013. L'ailette située sur le côté de l'aileron avant, courbée vers l'extérieur, est dotée d'un inverseur de flux qui permet de diriger l'écoulement d'air autour du pneu pour limiter la traînée,,.
Les déflecteurs latéraux situés sous les pontons de la voiture possèdent trois entailles, à l'image de la Williams FW38 de 2016, destinées à réduire la résistance de l'air et diriger l'écoulement d'air vers l'arrière de la monoplace. Les déflecteurs permettent de régler l'orientation des radiateurs et des refroidisseurs pour améliorer l'efficacité du flux d'air interne à la monoplace. Les pontons, équipés d'une lame partant du cockpit qui suit son contour et se termine à une dizaine de centimètres du fond plat, sont très larges vers l'avant et plus étroits au niveau des sorties d'air, afin d'exposer le fond plat. Le fond plat présente deux fentes en L situées devant les pneus arrière afin de diriger le flux d'air vers le diffuseur,.
À l'arrière, la Manor MRT07 arbore un aileron de requin qui permet de diriger l'air vers l'aileron arrière pour générer plus d'appui à l'arrière et donc plus de stabilité dans les virages rapides. Près des freins arrière, de petites ailettes génèrent des vortex destinés à réduire les turbulences aérodynamiques causées par les pneus arrière. L'aileron arrière, plus bas et plus incliné que celui de la MRT05, comme le stipule la réglementation technique, est percé de fentes permettant d'attirer le flux d'air vers l'intérieur. Il est supporté par deux pylônes jumelés pour renforcer sa stabilité. Enfin, l'aileron arrière dispose de quatre louvres latérales orientées à 25 degrés, à l'image de la Toro Rosso STR11 de 2016, pour déplacer le vortex généré sur les extrémités de l'aileron et améliorer l'écoulement d'air au niveau du volet mobile du DRS. Enfin, l'actionneur du DRS est plus petit que celui de la MRT05 pour ne pas perturber le flux d'air,,.

## Tentative d'engagement avorté et mise aux enchères

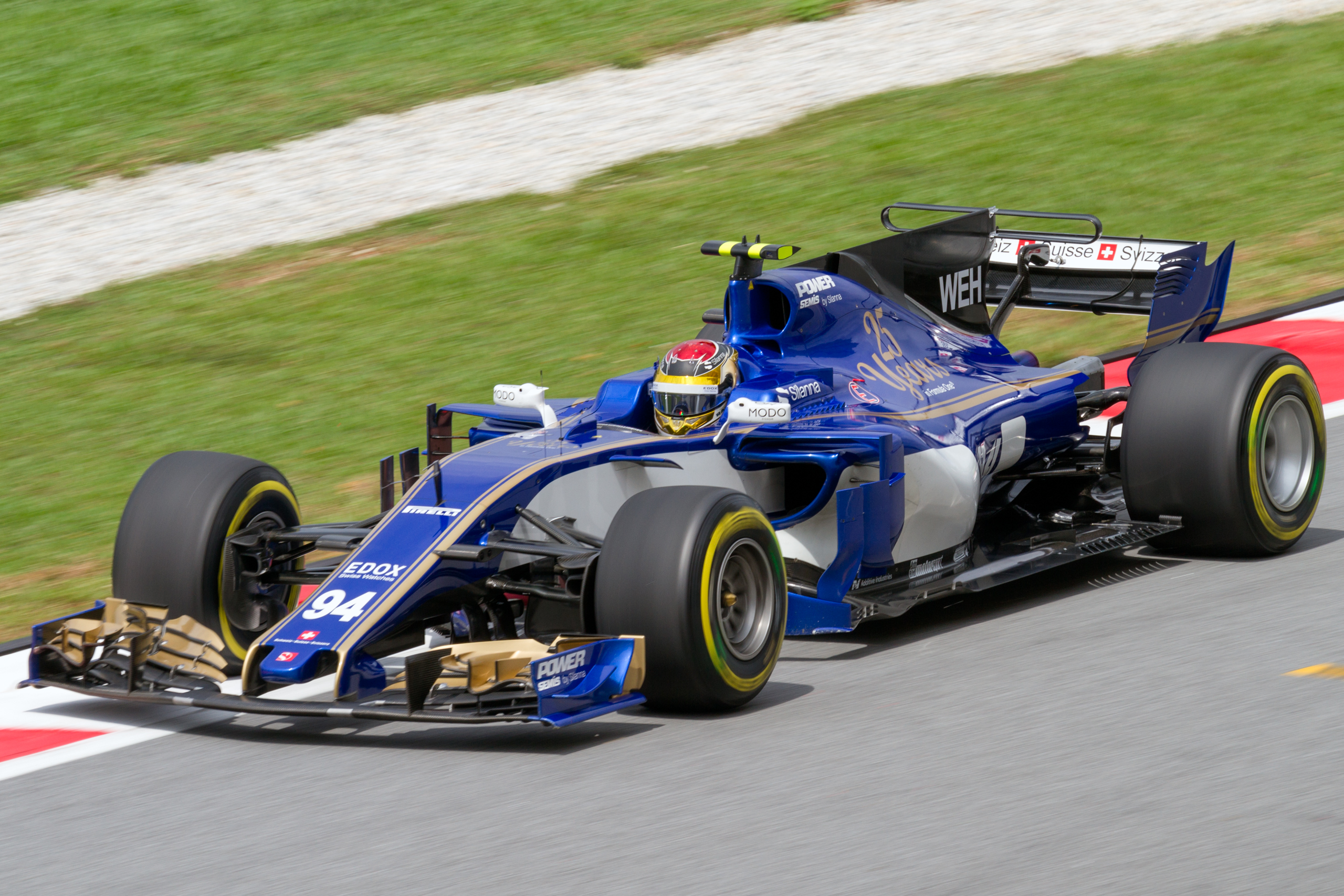
Les spécialistes estiment que la Sauber C36 est moins performante que ne l'aurait été la Manor MRT07.

En février 2017, la presse spécialisée rapporte que Ricardo Gelael, le patron de Jangonya, retire son offre de reprise formulée quelques jours avant la faillite de Manor Racing car il ne connaissait pas l'étendue des dettes. Il serait toutefois toujours intéressé par un rachat si le prix de vente est revu à la baisse du fait de la cessation d'activité. Manor prévoit, dans le cas d'une reprise, de s'engager en Formule 1 à partir du Grand Prix d'Espagne, la cinquième manche du championnat avec, dans un premier temps, le châssis Manor MRT05 de 2016,.
Le 1er mars, la Fédération internationale de l'automobile publie la liste définitive des engagés au championnat 2017 sur laquelle Manor Racing n'apparaît pas : l'écurie britannique, qui a échoué à retrouver un repreneur, a retiré sa demande d'inscription et disparaît définitivement.
Début mai, Luca Furbatto, le designer en chef de la Manor MRT07, révèle que Stephen Fitzpatrick a ordonné l'arrêt de la production des pièces dès la fin novembre 2016. Cette décision n'a pas été appréciée par les investisseurs potentiels car elle ne garantissait plus la possibilité d'aligner la MRT07 dès la première manche du championnat, en Australie. Il confirme que le projet de Manor, dès la mise sous administration judiciaire, était d'aligner une MRT05 adaptée à la nouvelle réglementation technique pour les trois premiers Grands Prix de la saison alors que 90 % des pièces de la MRT07 étaient prêtes. Furbatto affirme également que cette monoplace avait le potentiel pour se battre en milieu de grille et marquer des points même s'il pense qu'elle aurait rendu trois secondes au tour aux meilleures voitures du plateau. La presse spécialisée estime que la monoplace britannique aurait été plus performante que la Sauber C36, sa principale rivale : la monoplace suisse est en effet équipée d'un moteur V6 Ferrari Tipo 061 de 2016,.
À la mi-mai 2017, les actifs de Manor sont vendus aux enchères par la société de commissaires-priseurs Gordon Brothers, sur quatre jours, pour rembourser une partie des créanciers. Quatre mille objets sont mis en vente, dont quatre châssis Marussia MR03B et Manor MRT05 ainsi que le modèle à l'échelle de soufflerie de la Manor MRT07, pour tenter de couvrir plus de 3,5 millions d'euros de dettes auprès de cinquante créanciers, dont la plupart sont des petits fournisseurs déjà affectés par la faillite de Marussia F1 Team et de Caterham F1 Team à la fin de la saison 2014. Les actifs mis aux enchères sont estimés à 2,9 millions d'euros,,,. 
La FIA rend à Manor la somme de 522 322 dollars versée au titre des droits d'inscription au championnat 2017, pour aider l'écurie à éponger ses dettes.